# 1318
| 1318               |
| ------------------ |
| Dødsfald - Fødsler |
|                    |

| Gregoriansk kalender | 1318 MCCCXVIII          |
| Ab urbe condita      | 2071                    |
| Armensk kalender     | 767 ԹՎ ՉԿԷ              |
| Kinesiske kalender   | 4014 – 4015 丁巳 – 戊午 |
| Etiopisk kalender    | 1310 – 1311             |
| Jødisk kalender      | 5078 – 5079             |
| Hindukalendere       |                         |
| - Vikram Samvat      | 1373 – 1374             |
| - Shaka Samvat       | 1240 – 1241             |
| - Kali Yuga          | 4419 – 4420             |
| Iransk kalender      | 696 – 697               |
| Islamisk kalender    | 718 – 719               |

Konge i Danmark: Erik 6. Menved 1286-1319

## Dødsfald
- Erik Magnusson af Södermanland, svensk hertug (født ca. 1282).